# Enganyapastors bimaculat
L'enganyapastors bimaculat (Veles binotatus) és una espècie d'ocell de la família dels caprimúlgids (Caprimulgidae) i única espècie del gènere Veles. Habita la selva humida de Libèria, sud de Ghana, sud de Camerun, sud-oest de la República Centreafricana, Gabon i nord de la República Democràtica del Congo.